# Малая Шиловщина
Малая Шиловщина — деревня в Котельничском районе Кировской области в составе Спасского сельского поселения.

## География
Располагается к северу от окраины центра поселения села Спасское.

## История
Известна с 1719 года как починок Ивашков с 4 дворами, в 1764 году учтено 22 жителя. В 1873 году здесь (деревня Ивановская или Малая Шиловщина) было отмечено дворов 11 и жителей 111, в 1905 28 и 164, в 1926 34 и 148, в 1950 23 и 74, в 1989 проживало 38 человек. Нынешнее название утвердилось с 1939 года.

## Население
Постоянное население  составляло 14 человек (русские 100%) в 2002 году, 9 в 2010.